# Penitenciária Estadual de Arroio dos Ratos
A Penitenciária Estadual de Arroio dos Ratos é uma unidade prisional do governo do Rio Grande do Sul, localizada no acesso Manoel Amado Zeferino, bairro Faxinal, no município de Arroio dos Ratos. Inaugurada no ano de 2012, o presídio tem capacidade de engenharia para 672 apenados.